# Caridina qingyuanensis
Caridina qingyuanensis is een garnalensoort uit de familie van de Atyidae. De wetenschappelijke naam van de soort is voor het eerst geldig gepubliceerd in 2007 door Guo & He.